# Dean Lister
Dean Richard Lister (ur. 13 lutego 1976 w San Diego) – amerykański zawodnik mieszanych sztuk walki (MMA) oraz submission fightingu. Dwukrotny Mistrz Świata ADCC z 2003 oraz 2011.

## Kariera sportowa
Lister jest utytułowanym grapplerem. W swojej bogatej karierze zdobywał dwa złote medale Mistrzostw Świata ADCC w 2003 (kategoria absolutna), 2011 (kat. -99 kg) oraz srebro w 2013 (kat. -99 kg). Poza tym jest dwukrotnym mistrzem USA w sambo oraz wielokrotnym w brazylijskim jiu-jitsu.
Od 2000 do 2015 walczył również w MMA. Podczas swojej kariery był zawodnikiem m.in. King of the Cage, PRIDE FC czy UFC. W latach 2002–2003 był mistrzem tej pierwszej.

## Osiągnięcia
Mieszane sztuki walki:
- 2002-2003: Mistrz King of the Cage w wadze średniej (-84 kg)

Submission fighting:
- 2002: ADCC North American Trials - 1. miejsce w kat. -99 kg
- 2003: Mistrzostwa Świata ADCC 2003 - 1. miejsce w kat. absolutnej
- 2011: Mistrzostwa Świata ADCC 2011 - 1. miejsce w kat. -99 kg
- 2013: Mistrzostwa Świata ADCC 2013 - 2. miejsce w kat. -99 kg

Sambo:
- Dwukrotny mistrz USA w sambo

Brazylijskie jiu-jitsu:
- Pięciokrotny mistrz USA w brazylijskim jiu-jitsu